# Abbas al-Musawi
Abbas al-Musawi (àrab: عباس الموسوي)  (An-Nabi Shayth, 26 d'octubre de 1952 - governació de Nabatieh, 16 de febrer de 1992) va ser un clergue xiïta libanès i cofundador d'Hezbol·là. Va ser el seu secretari general des de 1991 fins al seu assassinat per Israel el 1992.

## Biografia
Al-Musawi va néixer en el si d'una família xiïta al poble d'An-Nabi Shayth, a la vall de la Bekaa del Líban. Va passar vuit anys estudiant teologia en una escola religiosa a Najaf, a l'Iraq, on es va influenciar profundament de les opinions del líder religiós iranià Ruhol·lah Khomeini. Al-Musawi va ser estudiant, a la hawza de Najaf, de Muhammad Baqir al-Sadr, un influent clergue xiïta, filòsof, líder polític i fundador del Partit Dawa de l'Iraq.

### Activitat
Al-Musawi va tornar al Líban el 1978. Juntament amb Subhi al-Tufayli va liderar la formació del moviment Hezbol·là a la vall de la Bekaa el 1982, una de les tres àrees principals de població xiïta al Líban. Entre 1983 i 1985 va exercir com a cap operacional de l'Aparell de Seguretat Especial d'Hezbol·là. Des de finals de 1985 fins a l'abril de 1988 va ser cap de l'ala militar d'Hezbol·là, la Resistència Islàmica.
El 1991, Hezbol·là havia entrat en una nova era amb el final tant de la Guerra Iran-Iraq com de la Guerra Civil libanesa. Es creia que calia un nou líder per facilitar l'alliberament dels ostatges occidentals retinguts per Hezbol·là i, el que és més important, per centrar el focus cap a l'activitat de resistència contra Israel.
Al-Musawi també va prometre intensificar l'acció militar , política i popular d'Hezbol·là per soscavar les converses de pau. No va donar suport a entrar en la política dominant. A diferència d'altres figures d'Hezbol·là, va defensar l'acceptació de l'Acord de Taif, que rebutjava la creació d'un estat teocràtic al Líban.

## Assassinat
El 16 de febrer de 1992, helicòpters israelians Apache van disparar míssils contra la caravana de 3 vehicles en la qual anava al-Musawi al sud del Líban. Aquell atac va matar al-Musawi, la seva dona, el seu fill de cinc anys i quatre persones més. Israel va dir que l'atac s'havia planificat en represàlia pel segrest i la mort de soldats israelians desapareguts el 1986 i pel segrest del marine nord-americà i l'oficial de manteniment de la pau de l'ONU William R. Higgins el 1988.

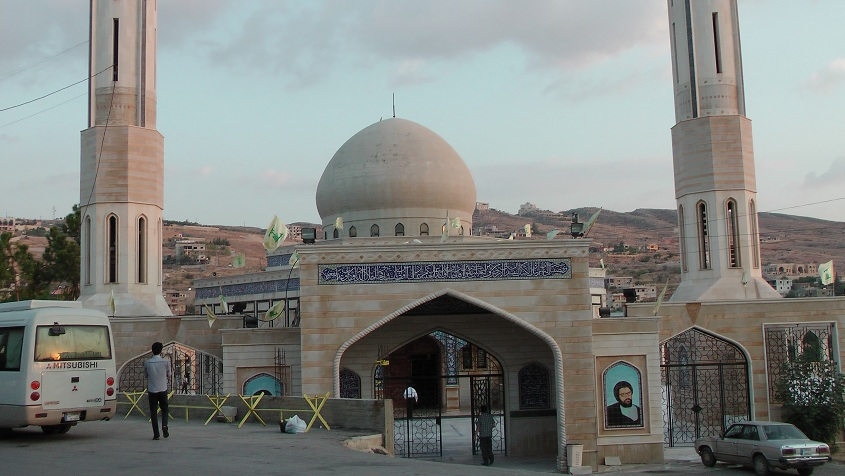
Santuari Abbas al-Musawi a Al-Nabi Shayth.

Més tard, els periodistes Dieter Bednarz i Ronen Bergman van revelar que el pla original d'Israel havia estat només segrestar al-Musawi per assegurar l'alliberament dels presoners israelians. No obstant això, Ehud Barak, llavors cap d'estat major israelià, va convèncer el llavors primer ministre israelià perquè n'ordenés l'assassinat. Bergman també va revelar que alguns oficials israelians s'havien oposat al pla d'assassinar-lo.
Com a represàlia, l'Organització del Jihad Islàmic va atacar l'ambaixada d'Israel a Buenos Aires. Després de l'atac, l'organització va declarar que s'havia dut a terme com a venjança per l'infant màrtir Hussein, el fill de cinc anys d'al-Musawi, que havia estat assassinat amb el seu pare.
El 7 de febrer de 1994 quatre soldats israelians van morir i tres van resultar ferits en una emboscada al sud del Líban que Hezbol·là va anunciar que commemorava l'aniversari de la mort d'al-Musawi. No hi va haver víctimes d'Hezbol·là en aquell atac.
Al-Musawi va ser succeït com a secretari general d'Hezbol·là per Hassan Nasral·là.